# 2-포스포글리세르산
2-포스포글리세르산(영어: 2-phosphoglycerate)은 해당과정의 9번째 단계에서 기질로 작용하는 글리세르산으로 줄여서 2PG라고도 한다. 2-포스포글리세르산은 엔올레이스에 의해 포스포엔올피루브산(PEP)로 전환된다.

## 해당과정에서
|  |

포스포글리세르산 뮤테이스는 3-포스포글리세르산을 2-포스포글리세르산으로 이성질화시킨다.
|  |

엔올레이스는 2-포스포글리세르산을 포스포엔올피루브산으로 변환시킨다.

## 같이 보기
- 3-포스포글리세르산